# Gościejowice
Gościejowice (niem. Heidersdorf) – wieś w Polsce położona w województwie opolskim, w powiecie opolskim, w gminie Niemodlin.
Do 1945 roku Heidersdorf. 

## Historia
Od końca XVIII w. wieś posiadała własną pieczęć gminną, na której wizerunku przedstawiono:  jeleń w skoku nad murawą, dwa drzewa liściaste z prawej i lewej strony.
W 1939 roku wieś zamieszkiwało 540 mieszkańców.

## Zabytki
Zabytek:
- młyn wodny, z 1846 r.